# Machakos

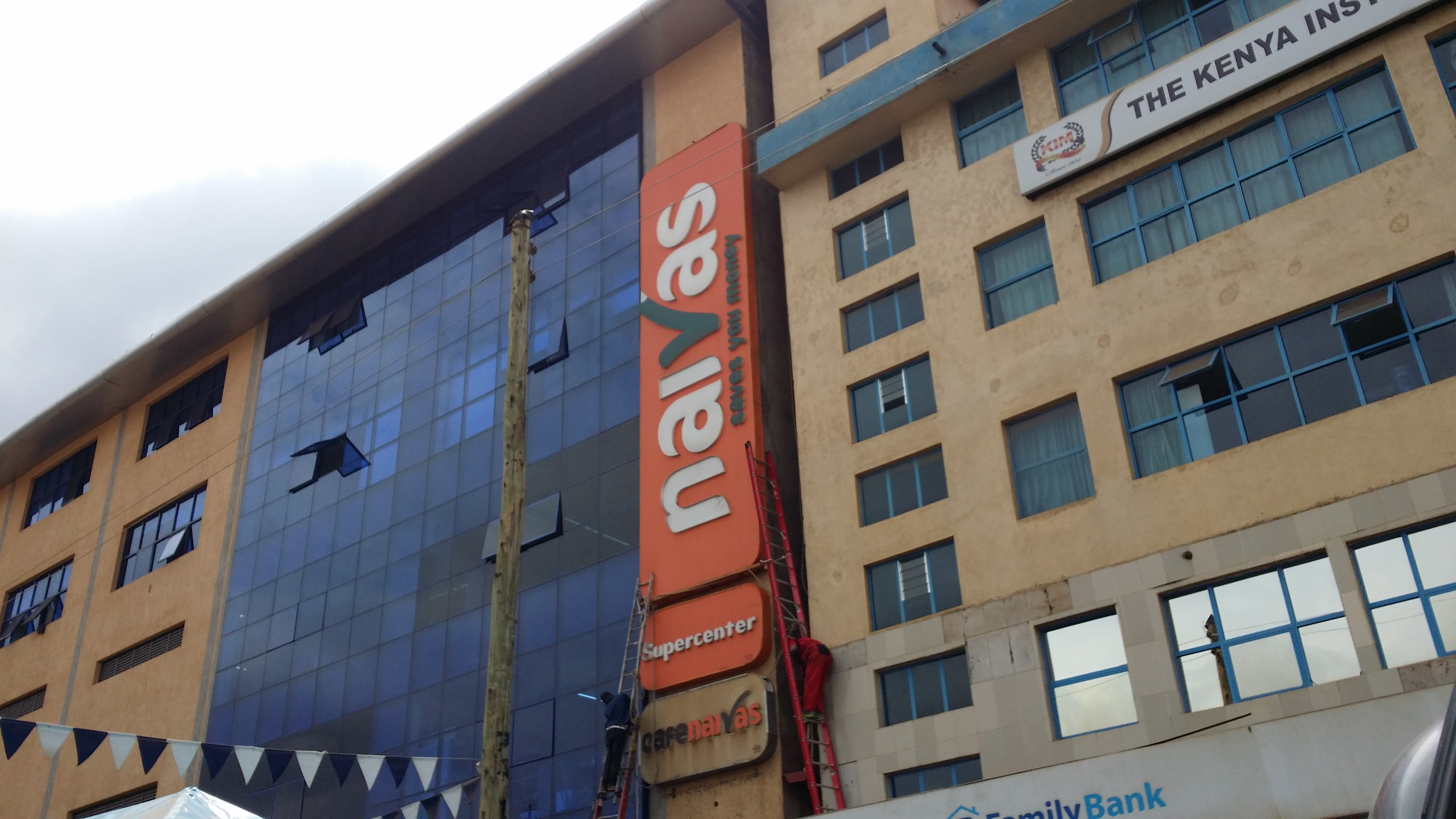
Byggnader i Machakos

Machakos är huvudort i distriktet Machakos i provinsen Östprovinsen i Kenya. År 1999 hade staden 144 109 invånare.